# بيرسيفال بي. باكستر
بيرسيفال بي. باكستر هو سياسي أمريكي، ولد في 22 نوفمبر 1876 في بورتلاند في الولايات المتحدة، وتوفي بنفس المكان في 6 ديسمبر 1969. نشط حزبياً في الحزب الجمهوري. وقد انتخب عضو مجلس ولاية مين ‏ وانتخب عضو مجلس نواب مين ‏ (1916 – 1919) وانتخب حاكم مين ‏ (31 يناير 1921 – 7 يناير 1925).